# Sesto (San Martino in Strada)
Sesto è una frazione del comune italiano di San Martino in Strada.
Al censimento del 21 ottobre 2001 contava 47 abitanti.

## Geografia fisica
Il centro abitato è sito a 74 m sul livello del mare.

## Origini del nome
Esistono due ipotesi sull'origine del nome "Sesto": secondo alcuni, indicherebbe la distanza di sei miglia dall'antica città di Laus Pompeia, raggiungibile percorrendo la strada da Cremona; secondo altri, il nome risalirebbe alla gens Sestia.

## Storia
La località, piccolo borgo agricolo, fu attestata per la prima volta nel 1127. Costituiva un comune autonomo con la frazione di Pergola. In età napoleonica (1809-16) Sesto fu frazione di San Martino in Strada, recuperando l'autonomia con la costituzione del regno Lombardo-Veneto.
All'Unità d'Italia (1861) il comune di Sesto contava 196 abitanti. Nel 1863 prese il nome ufficiale di "Sesto Pergola", per distinguersi da altre località omonime. Nel 1869 Sesto Pergola fu aggregata definitivamente a San Martino in Strada. Attualmente, intorno alla piccola frazione di Sesto è sorto negli ultimi un vasto insediamento produttivo e commerciale, favorito dalla vicinanza alla Via Emilia.

### Esplicative
1. ↑  L'antica strada da Cremona a Laus, tuttora esistente come tracciato agricolo, passava per San Martino in Strada, a breve distanza da Sesto.

### Bibliografiche
1. 1 2 3  ISTAT - 14º Censimento Generale della Popolazione e delle Abitazioni - Tavola: Popolazione residente per sesso
2. ↑   Statuto comunale, art. 8. (PDF), su bussola.s3-eu-west-1.amazonaws.com.
3. 1 2  Agnelli (1886), p. 295.
4. ↑  Regio decreto 11 gennaio 1863, n. 1126, in materia di "Decreto col quale sono autorizzati vari Comuni delle Provincie di Milano, Alessandria, Brescia, Cremona, Torino, Ascoli, Macerata, Cuneo, Piacenza, Porto-Maurizio, Ravenna e Sassari ad assumere una nuova denominazione."
5. ↑  Regio Decreto 27 gennaio 1869, n. 4870